# Kambamba Kulaxingo
Kambamba Ninji Kulaxingo (1899 - 15 de janeiro de 2006), também conhecido como Cambamba Culaxingo, foi o soba (rei) dos imbangalas da Baixa do Cassange de 1961 até à sua morte em 2006.
Em 2002, o Kulaxingo apelou ao governo angolano para estabelecer uma 19ª província fora de Malanje e Lunda Norte.
Sucedeu como soba a seu irmão, Quinguiri Bumba Culaxingo, em março de 1961. Quinguiri Bumba Culaxingo foi um dos sindicalistas que lideraram a Greve da Baixa do Cassange, morrendo na repressão colonial.
O monarca tradicional angolano teve que abandonar a Baixa do Cassange e se refugiar em Luanda em 1998, alegadamente por recear pela sua vida na sequência de ameaças que lhe terão sido feitas por Jonas Savimbi, então líder da União Nacional para a Independência Total de Angola(UNITA). Durante mais de um ano, o rei viveu com os familiares numa unidade hoteleira de Luanda a cargo do governo, até se mudar para a residência que lhe foi oferecida por José Eduardo dos Santos.
Morreu aos 107 anos em Luanda.